# Rajena
Rajena – gaun wikas samiti w zachodniej części Nepalu w strefie Bheri w dystrykcie Surkhet. Według nepalskiego spisu powszechnego z 2001 roku liczył on 370 gospodarstw domowych i 2311 mieszkańców (1102 kobiet i 1209 mężczyzn).